# أليس في بلاد العجائب (فلم 1985)
أليس في بلاد العجائب هو فيلم تلفزيوني مكون من جزئين، وهو مبني على روايتي لويس كارول. أنتجته «إروين ألن»، وإحتوى على عدد كبير من الممثلين والممثلات البارزون في ذلك الوقت. لعبت «ناتالي غريغوري» الدور الرئيسي كشخصية أليس.
تم بث «أليس في بلاد العجائب» لأول مرة في 9 كانون الأول / ديسمبر 1985 (الجزء الأول) و 10 كانون الأول / ديسمبر 1985 (الجزء الثاني)، على الساعة 8:00م على قناة CBS.
تم تصويره في لوس أنجلوس في استوديوهات MGM (المعروفة الآن باسم شركة سوني بيكتشرز استوديوهات) في «كلفر سيتي» في مدة تجاوزت 55 يوما: ابتداءا من 12 مارس 1985 إلى غاية 28 مايو من نفس العام. كما تم تصويرمشهد «النجار والفظ والمحار» على شاطئ ماليبو.

## الحبكة

### الجزء الأول–أليس في بلاد العجائب
يبدأ الجزء الأول بمشهد لأليس وهي تساعد أمها لتحضير طاولة الشاي، رغم أن الأم تقدر جهد ابنتها، إلا أنها تخبرها بأنها ليست  ناضجة كفاية للانضمام إلى البالغين. تخرجت أليس لرؤية شقيقتها (لعب هذا الدور من قبل «شاري غريغوري» -- شقيقة غريغوري)، ولكنها تصاب بالملل من قراءة كتاب بدون صور. بينما كانت أليس تعلب مع قطتها دينة، ركض الأرنب الأبيض بجانبها، قائلا بأنه قد تأخر. تتبعت أليس الأرنب عبر جحره لمعرفة أين هو داهب ولم هو مستعجل. (على عكس الرواية الأصلية، جحر الأرنب يبدو مظلما ومخيفا.)
تجد أليس نفسها في قاعة بها عدة أبواب لكنها مغلقة. وجدت أليس مفتاحا لأحد الأبواب، لسوء حظها كان الباب صغيرا جدا ليتسع لها. ضهرت زجاجة صغيرة مكتوب عليها «اشربني». شربت الفتاة ما في الزجاجة فصغر حجمها لتعبر عبر الباب، إلا أنه لم يعد بمقدورها الوصول إلى المفتاح. ثم ترى صندوق به كعكة مع عبارة «كلني»، بعد أن أكلتها أصبحت عملاقة، فبدأت بالبكاء لأنها خافت أن تبقى عالقة هناك بذلك الحجم. ظهر الأرنب في تلك اللحظة لكنه هرب خوفا من «العملاقة»، فأسقط قفازيه ومروحته. باستخدام المروحة، صغرت الفتاة وسبحت في بركة دموعها عبر شق الباب.
لحقت أليس بالأرنب الأبيض، هذا الأخير اخطأ واعتبر أليس بأنها خادمته «ماري آن» وأمرها بحضار قفازيه ومروحته من داخل منزله. بينما كانت تبحث، وجدت زجاجة أخرى بعبارة «اشربني» والتي حولتها إلى عملاقة مجددا. بينما حاول الأرنب رفقت زملائه إخراج أليس عبر المدخنة، أكلت أليس كعكة فصغرت في الحجم وخرجت من المنزل  وذهبت بعد ذلك إلى «دودة القز»، ثم إلى بيت الدوقة وطباختها المحبة للفلفل وتكسير الأشياء. خافت أليس على الطفل من القتل فهربت به بعيدا، إلا أنها سرعان ما تركته يذهب بعد أن تحول إلى خنزير.
تلتقي أليس القط شيشاير الذي يقول لها أنها لا يمكنها أن تخرج من هذا المكان والعودة إلى البيت، ثم ينصحها بزيارة «صانع القبعات» لكنه يحذرها من أنه مجنون كغيره من سكان بلاد العجائب. وجدت أليس صانع القبعات المجنون والأرنب البري والفأرة يقيمون حفلا شاي فإنظمت إليهم، لكن بسبب وقاحتهم، غادرت مستاءة عائدة إلى البحث عن الأرنب الأبيض.
دخلت أليس إلى حديقة ورود ملكة القلوب، التي دائما تأمر بقطع رووس الناس («إقطعوا رأسه!»). شاهدت أليس الملكة تلعب الكروكيه لمدة من الزمن، ثم غادرت لزيارة العنقاء و السلحفاة، اللذان قصى القصص عليها إلى أن تم استدعاها للمثول في المحاكمة.
عقدت المحاكمة على «نيف القلوب»، الذي اتهم بسرقت فطائر الملكة. حسب الملكة: لا يوجد دليل على أنه فعل ذلك، كما أنه لا يوجد أي دليل على أنه لم يفعل ذلك، بالإضافة إلى أنه لا يوجد دليل على أن أي شخص آخر فعل ذلك، ذلك ما يثبت أنه مذنب. عارضت أليس أسلوب المحاكمة، ولكن لسبب غير معلوم بدأت في النمو مرة أخرى. تواصل الفتاة مناقشة الملكة على الرغم من أنها أمرتها بإمساك لسانها، بل إن أليس أمرت الملكة بإمساك لسانها. أمرت الملكة الغاضبة الحراس بقطع رأس أليس، لكن هذه الأخيرة لم تخف لأنهم كانوا مجرد أوراق لعب. بعد فقدان أليس لحجمها الكبير، ركضت حتى سقوطت ووجدت نفسها في عالمها وفي حجمها العادي.
جرت أليس بسعادة إلى منزلها، ولكنها لم تجد أحدا هناك. تلتفت الفتاة فإذ بها تجد قطتها «داينا» ووالديها عبر المرآة، إلا أنهم لا يستطيعون رؤيتها أو سماعها. لم تعرف أليس كيفية الوصول إلى الجانب الآخر لذلك تجلس على كرسي قريب، أين لاحظت كتاب غريب بجوارها وبدأت في قراءته. كانت قصيدة تسمى «ثرثرة» عن وحش مخيف. في محاولة لإثبات أنها ليست خائفة،  تستمر الفتاة في القراءة، لكنها تصاب بخوف شديد إذ تصبح الغرفة مظلمة ويظهر الوحش في المنزل.

### الجزء الثاني–من خلال المرآة
الجزء الثاني يفتح مع أليس في المنزل محاصر في غرفة المعيشة. «الثرثار» يخيف أليس فتتمنى أن يختفي، وفعلا حدث ذلك. تنظر أليس في جميع أنحاء الغرفة أين ترى أن لوحة البومة تتحرك. تخبرها البومة أنه يجب أن تتخطى خوفها من البلوغ لتصبح قادرة على العودة إلى العالم الحقيقي. حتى ذلك الحين ستكون عالقة في عالم المرآة المعكوس. كما أخبرتها أن «الثرثار» قد يعود في أي وقت ويبين لها أنه من نسج خوفها فقط.
تنظر أليس من حولها مرة أخرى قبل الرجوع إلى الغابة. أين تمر بمجموعة من الأزهار المتكلمة. تلتقي بعدها بالملكة الحمراء التي تعلمها بأنها تحتاج إليها لتكون أحد البيادق في لعبت الشطرنج، ثم تعلم الملك أليس أنها ستصبح هي الأخرى ملكة عند وصولها إلى «المربع الثامن»، وفقط عندها تصبح قادة على الذهاب للمنزل.
للوصول إلى وجهتها، استقلت الفتاة القطار، لكنها بدا أنه يسير بسرعة خطيرة جدا لذلك سحبت حبل الإيقاف الطارئ. أتى سائق القطار غاضبا وأمرها بالنزول.
في الغابة تلتقي بتوأم: تويدلدام وتويدل دي، اللذان يحكيان له قصة «الفظ و النجار». ثم عادت إلى التجوال في الغابة مجددا، هناك التقت بالملكة البيضاء التي حدثتا بأمور غير منطقيت، وانتهى حوارهما بتحول الملكة إلى خروف.
تهرب أليس من طائر كبير خوما منه اعتقادا منها بأنه الوحش. تلتقي في مابعد بالملك الأبيض وتشاهد مبارات بين «الأسد وأحادي القرن» على التاج. تكمل طريقها أين يقبض عليها الفارس الأحمر ولكن يحررها الفارس الأبيض ويوصلها إلى المربع الثامن أين تصبح ملكة. رفقة الملكتين الأخرتين، تقيم أليس حفلا في قصرها لسكان عالم العجائب.
توقض الأم أليس وتخبرها بأنها كبيرة كفاية لتحضر حفل الشاي، تودع أليس أصدقاءها عبر المرآة وهناك ينتهي الفيلم.

## التقييم
حضى هذا المسلسل بنجاح متواضع خلال بثه الأولي. من أصل 71 يظهر جزء 1 في المرتبة 13، وحقق 21.2 نقطة من أصل 31 نقطة. الجزء 2 في المرتبة 35، وحاز على 16.8 نقطة من أصل 25 نقطة. في المجموع، المسلسل بلغ 19 نقطة من أصل 28 نقطة.

## إصدار الفيلم
الفيلم صدر لأول مرة على VHS من قبل وارنر هوم فيديو في عام 1986. تم إعادة إصدارها مرة أخرى عام 1996 ولكن في الحالة الأخيرة، تم فصل الجزأين مع إعادة تعديل بسط لهما. انتهى الجزء الأول باقتباس من الفصل الأخير من مغامرات أليس في بلاد العجائب حيث ركضت أليس بسعادة نحو منزلها، وذلك بدلا من المشهد الأصلي التشويقي. الجزء الثاني بدأ مع «مقدمة» تحتوي الدقائق الأخيرة من الجزء الأول،  أصبح  هذا الإصدار يسمى أليس من خلال المرآة.
أصدرت سوني بيكتشرز انترتينمنت الفيلم على دي في دي عام 2006، محتويا على كل الأجزاء الأصلية كما بثت على شاشة التلفاز.

## روابط خارجية
- أليس في بلاد العجائب على موقع IMDb (الإنجليزية)
- أليس في بلاد العجائب على موقع نتفليكس (الإنجليزية)
- أليس في بلاد العجائب على موقع أول موفي (الإنجليزية)
- أليس في بلاد العجائب على موقع ليتربوكسد (الإنجليزية)
- أليس في بلاد العجائب على موقع كينوبويسك (الروسية)
- أليس في بلاد العجائب على موقع قاعدة بيانات الفيلم (الإنجليزية)